# Чаковці
Чаковці (хорв. Čakovci) — населений пункт у Хорватії, в Вуковарсько-Сремській жупанії у складі громади Томпоєвці.

## Населення
Населення за даними перепису 2011 року становило 367 осіб.
Динаміка чисельності населення поселення:

## Клімат
Середня річна температура становить 11,12 °C, середня максимальна – 25,38 °C, а середня мінімальна – -5,90 °C. Середня річна кількість опадів – 672 мм.
| Клімат поселення                              | Клімат поселення | Клімат поселення | Клімат поселення | Клімат поселення | Клімат поселення | Клімат поселення | Клімат поселення | Клімат поселення | Клімат поселення | Клімат поселення | Клімат поселення | Клімат поселення | Клімат поселення |
| Показник                                      | Січ.             | Лют.             | Бер.             | Квіт.            | Трав.            | Черв.            | Лип.             | Серп.            | Вер.             | Жовт.            | Лист.            | Груд.            |                  |
| Середній максимум, °C                         | 5,90             | 7,90             | 12,42            | 17,20            | 22,61            | 25,38            | 25,10            | 24,90            | 20,95            | 15,44            | 9,47             | 5,60             |                  |
| Середня температура, °C                       | 0,00             | 2,00             | 6,52             | 11,30            | 16,70            | 19,49            | 21,10            | 20,90            | 16,94            | 11,40            | 5,45             | 1,56             |                  |
| Середній мінімум, °C                          | −5,9             | −3,9             | 0,62             | 5,40             | 10,80            | 13,58            | 17,11            | 16,89            | 12,92            | 7,40             | 1,44             | −2,45            |                  |
| Норма опадів, мм                              | 43               | 38               | 42               | 53               | 61               | 87               | 69               | 62               | 51               | 53               | 61               | 52               |                  |
| Середньомісячна швидкість вітру, м/с          | 2.20             | 2.40             | 2.80             | 2.70             | 2.40             | 2.20             | 2.18             | 2.00             | 1.96             | 2.10             | 2.20             | 2.20             |                  |
| Середньомісячна сонячна радіація, кДж/м²·день | 4387             | 7147             | 11158            | 15675            | 19375            | 21642            | 22325            | 20337            | 15143            | 9604             | 4993             | 3635             |                  |
| --------------------------------------------- | ---------------- | ---------------- | ---------------- | ---------------- | ---------------- | ---------------- | ---------------- | ---------------- | ---------------- | ---------------- | ---------------- | ---------------- | ---------------- |
| Джерело:                                      |                  |                  |                  |                  |                  |                  |                  |                  |                  |                  |                  |                  |                  |